# عماد المیری
عماد المیری (عربی: عماد غادي الميري؛ زادهٔ ۹ اکتبر ۱۹۷۷) بازیکن سابق و مربی فوتبال اهل لبنان است.
وی همچنین در تیم ملی فوتبال لبنان بازی کرده‌است.